# Рота полиции «Херсон»
Рота полиции «Херсон» (укр. Рота поліції «Херсон») — добровольческое формирование патрульной службы полиции особого назначения, созданное в мае 2014 в составе УМВД Украины в Херсонской области. Изначально был сформирован как батальон, но после реформ в Национальной полиции был трансформирован в роту.

## История
Батальон был создан в мае 2014 года, численность служащих была установлена на уровне 300 человек: 6 взводов по 50 человек в каждом. На период формирования командиром БПСМОП «Херсон» был назначен майор милиции Александр Губарев.
19 августа 50 добровольцев батальона отправились на восток Украины в зону проведения АТО.
25 августа под Иловайском попал в засаду, устроенную силами ДНР экипаж батальона «Херсон» на служебном автомобиле. Погиб командир батальона лейтенант милиции Руслан Сторчеус и милиционер 3-го взвода рядовой милиции водитель Олег Пешков.
1 сентября часть батальона вернулась домой. Позже из окружения вышли еще несколько групп.
С 2016 года спецбатальон Национальной полиции был переформирован в роту.